# Amandelwolfsmelk
Amandelwolfsmelk (Euphorbia amygdaloides) is een plant uit de wolfsmelkfamilie. De soort staat op de  Nederlandse en Vlaamse Rode lijst van planten als zeer zeldzaam en stabiel tot iets in aantal toegenomen. 
De plant wordt ook gebruikt in siertuinen.

## Botanischebeschrijving
De wintergroene plant wordt 10-100 cm lang en heeft een tweejarige bloeistengel. In het eerste jaar zit aan de top van de vaak paarsrode bloeistengel een bladrozet. In het tweede jaar zit aan de bloeistengel in of onder het midden een aantal dicht bij elkaar staande bladeren. De twee schutbladen onder de bloemen zijn met elkaar vergroeid. De halvemaanvormige honingklieren met twee hoorntjes staan op de rand van het involucrum. Amandelwolfsmelk bloeit van april tot in mei met geelgroene bloemen. De vrucht is een kluisvrucht met bijna gladde zaden.

## Voorkomen
Amandelwolfsmelk komt voor in vrij open loofbos op vochtige, kalkrijke grond.
De plant komt voor in Europa en Klein-Azië. In Nederland onder andere op de oostelijke Maasdalhelling in Zuid-Limburg.

## Economisch belang
In de tuin kan men deze plant het beste in de halfschaduw zetten in humusrijke grond. Vooral ook om meeldauw te voorkomen, waar deze plant vatbaar voor is. Een ras dat algemeen in tuincentra wordt aangeboden is E. amygdaloides 'Purpura' met meer rode bladeren dan de soort.

## Plantengemeenschap
Amandelwolfsmelk is een kensoort voor het eiken-haagbeukenbos (Stellario-Carpinetum).

## Heksenkruid
De plant behoort tot de zogenaamde heksenkruiden